# Alfredo Piani
Alfredo Piani (Palmanova, 8 novembre 1903 – Busto Arsizio, 2 marzo 1980) è stato un calciatore italiano, di ruolo centrocampista.

## Carriera
Disputa la stagione 1923-1924 al Derthona, in Seconda Divisione.
Nella stagione 1925-1926 ha giocato in Prima Divisione (la prima divisione dell'epoca) con l'Udinese; nelle prime partite del torneo gioca stabilmente da titolare, venendo utilizzato per l'ultima volta nella decima giornata di campionato, il 24 gennaio 1926 in Legnano-Udinese (4-1). Chiude la stagione con 8 presenze senza reti.